# Archispirostreptus gigas
Archispirostreptus gigas este cea mai mare specie de miriapode înregistrată în Guinness World Records. El se mai numște miriapodul gigant african și milipedul negru african gigant. Datorită dimensiunilor, el deseori e ținut ca animal de companie. Este cunoscut la Zulu sub numele amashongololo.

## Descriere

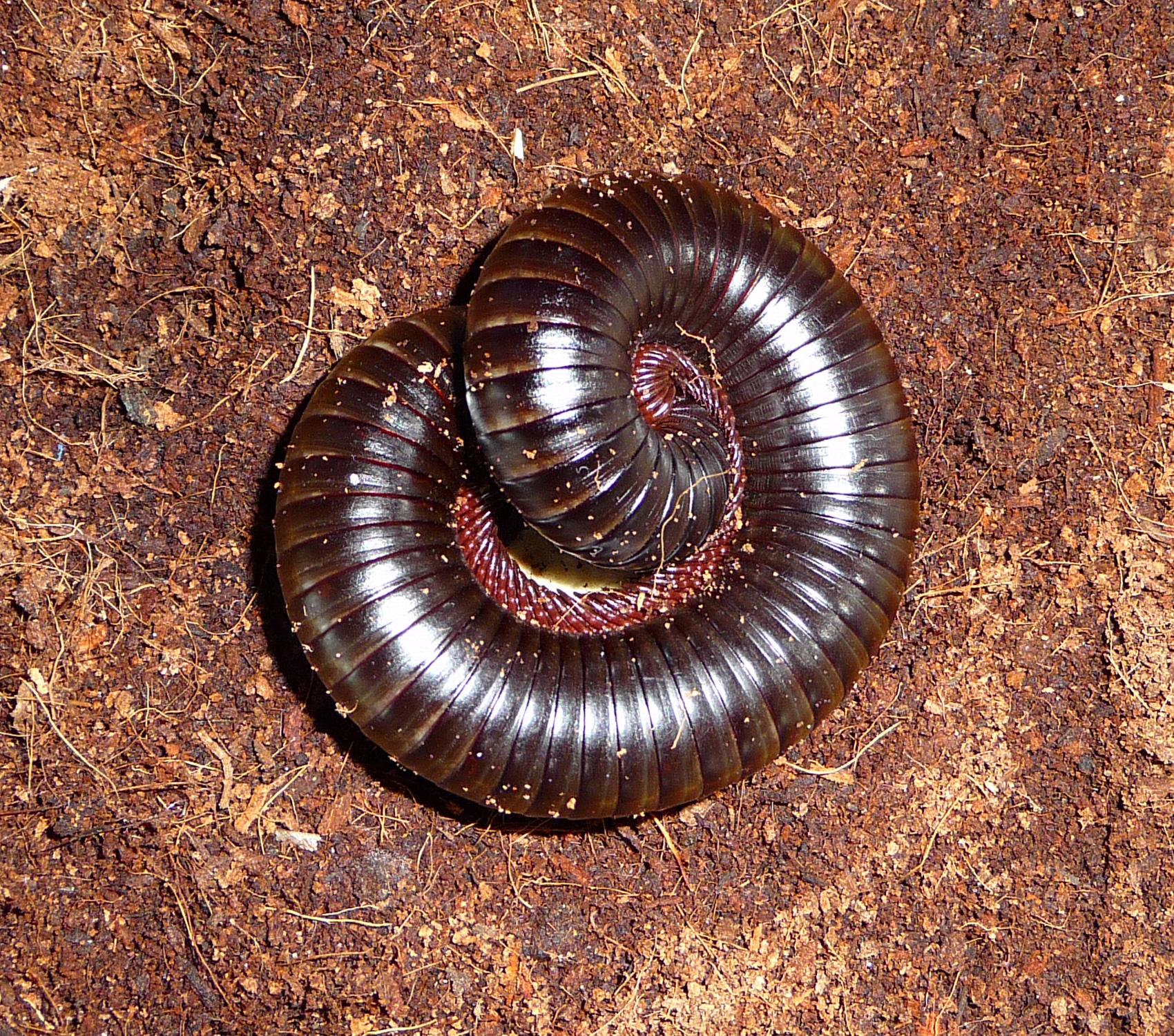
Archispirostreptus gigas în poziţie defensivă

Archispirostreptus gigas creștere de până la 38,5 cm lungime, 67 mm în circumferință și are 256 picioare. Este negru la culoare, cu un luciu metalic sau mat, unele părți ale corpului, inclusiv picioarele și antenele, sunt roșii. și este adesea păstrate ca un animal de companie. Speranță de viață este de aproximativ 7-10 ani. 

Când este amenințat, milipedul se răsucește într-o spirală, expunând partea dorsală cu o cuticulă mai dură. Uneori pentru a se apăra secretă un lichid iritant, cu efect negativ asupra ochilor. 

## Răspândire
Este o specie larg răspândită în câmpiile din Africa de Est, din Mozambic până în Kenya. Rar, ajunge la altitudini mai mari de 1.000 de metri. Se întâlnește în păduri, dar poate fi găsit și în zona de litoral. 